# Godhra
Godhra (Gujarati ગોધરા) ist eine Stadt im indischen Bundesstaat Gujarat. Die Stadt befindet sich im Osten des Bundesstaates.
Die Stadt ist Hauptort des Distrikt Panchmahal. Godhra hat den Status einer Municipality. Die Stadt ist in 14 Wards gegliedert.

## Geschichte
2002 verbrannten nach einem Anschlag auf einen ankommenden Zug auf dem Bahnhof von Godhra 59 Menschen. Dabei hatten Muslime einen überfüllten Zug voller Hindu-Pilger angegriffen und in Brand gesteckt. Dieser Vorfall war der Auslöser für Unruhen zwischen Muslimen und Hindus, die sich auf ganz Gujarat ausbreiteten und bis zu 2000 Menschen das Leben kostete.

## Demografie
Die Einwohnerzahl der Stadt liegt laut der Volkszählung von 2011 bei 143.644 und die der Metropolregion bei 162.436. Godhra hat ein Geschlechterverhältnis von 935 Frauen pro 1000 Männer und damit einen für Indien üblichen Männerüberschuss. Die Alphabetisierungsrate lag bei 87,5 % im Jahr 2011. Knapp 51 % der Bevölkerung sind Muslime, ca. 47 % sind Hindus und ca. 2 % gehören einer anderen oder keiner Religion an. 12,6 % der Bevölkerung sind Kinder unter 6 Jahren.

## Infrastruktur
Die Stadt ist durch einen Bahnhof mit dem Rest Indiens verbunden.

## Persönlichkeiten
- Elisha Kriis (* 1992), Schauspielerin